# Желехов
Желехов (пољ. Żelechów, IPA: ʐɛ'lɛxuf) град је у источној Пољској, у Мазовском војводству. Припада повјату гарволињском (powiat garwoliński) и седиште је општине Желехов. Од 1975. до 1998. године град је административно припадао Сједлецком војводству (województwo siedleckie). По подацима из 2005. године у Желехову је живело 4.029 становника. Овај град је удаљен 52 km од Сједлица, 85 km од Варшаве и 85 km од Лублина. Град је локални центар образовања у коме се налази пар средњих школа. Такође је и локални економски центар у коме становници околних насеља налазе посао и центар за трговину.
Историја Желехова траје преко 700 година. Од 1447. године Желехов има статус града, а од тада у граду постоји вашар сваког уторка. До Другог светског рата Желехов је био град који су углавном насељавали Јевреји.

## Географија

#### Положај
Административно Желехов припада Мазовском војводству. Од 1975. до 1998. године град је административно припадао Сједлецком војводству, док се до 1939. године налазио у војводству Лублин. У црквеној администрацији Желехов припада Сједлецкој дијацези. Налази се на Желеховској висији, која је део Јужноподласке низије (Nizina Południowopodlaska). Желехов је насеље које се налази на тромеђи историјско-географских целина: Мазовше (Mazowsze), Лубелшчизна (Lubelszczyzna)и Подласје (Podlasie).
Желехов се налази на валовитом терену који је настао радом ледника. Овај терен је прекривен углавноп пољима и ређе шумама. Насеље се налази у близини извора реке Вилга (Wilga). Град се налази на надморској висини од 160 m (у близини речице која кроз њега протиче) до преко 195 m.

#### Структура површине
Површина града је 1.214 ha (12,14 km²). Административне границе прелазе део који је густо насељен тако да већину градске површине предствља пољопривредно земљиште (945 ha, 77,8%), 43 ha (3,6%) су шуме, а 226 ha (18,6%) изграђени и неискоришћени терени.

#### Делови града
Званично град није подељен, међутим на мапама се могу пронаћи следећи делови града:
- Остров (Ostrów) - насеље код пута за Гарволин (Garwolin).
- Кламка (Klamka) - заселак на путу за Луков (Łuków).
- Летњиско (Letnisko) или Варда (Warda) - заселак на путу за Рики (Ryki) у близини желаховске шуме.
- Источна Ксјенжизна (Księżyzna Wschodnia) - део града између путева за Луков и Закжовек (Zakrzówek).
- Јужна Ксјенжизна (Księżyzna Południowa)- део града око улица Рејмонта (Reymonta) и Хлопицкјего (Chłopickiego).
- - насеље које се састоји из бивше Државне пољопривредне задруге (Państwowe Gospodarstwo Rolne).

## Демографија
| 1995. | 2000. | 2005. | 2012. |
| ----- | ----- | ----- | ----- |
| 3.759 | 4.015 | 4.029 | 4.152 |

Желехов је град који се налази на 65. месту у Мазовском војводству по броју становника (од укупно 85 градова). Он је најмањи град у гарволињском повјату.
Детаљни подаци из 2005. године
| Опис                                 | Укупно | Укупно | Жене  | Жене  | Мушкарци | Мушкарци |
| ------------------------------------ | ------ | ------ | ----- | ----- | -------- | -------- |
| јединица                             | људи   | %      | људи  | %     | људи     | %        |
| становништво                         | 4 029  | 100    | 2 064 | 51,1  | 1 965    | 48,9     |
| густина насељености (становника/km²) | 331    | 331    | 169,6 | 169,6 | 161,4    | 161,4    |

| Образовање подаци из списа "Narodowy Spis Powszechny 2002 |              |         |         |         |               |      |
|                                                           | необразовано | основни | стручно | средење | вечерње школе | више |
| становника                                                | 146          | 1 143   | 796     | 810     | 152           | 271  |
| проценат становника                                       | 3,6          | 28,1    | 18,9    | 19,9    | 3,7           | 6,7  |
| жена                                                      | 89           | 600     | 312     | 436     | 107           | 178  |
| мушкараца                                                 | 57           | 543     | 484     | 374     | 45            | 93   |

Године 2005. 25,2% становништва је било младо, 62,6% у средњем добу и 12,1% старо. Тада је рођено 45 људи, а умрло је 49. Сем Пољака који чине апсолутну већину у Желехову живе и Роми.
Промена броја становника по Главном статистичком заводу (Główny Urząd Statystyczny)
| Датум          | Број становника |
| -------------- | --------------- |
| 30. јуна 1995. | 3 739           |
| 30. јуна 1996. | 3 782           |
| 30. јуна 1997. | 3 773           |
| 30. јуна 1998. | 3 954           |
| 30. јуна 1999. | 3 973           |
| 30. јуна 2000. | 4 003           |
| 30. јуна 2001. | 3 995           |
| 30. јуна 2002. | 4 010           |
| 30. јуна 2003. | 4 030           |
| 30. јуна 2004. | 4 055           |
| 30. јуна 2005. | 4 051           |

| Датум              | Број становника |
| ------------------ | --------------- |
| 31. децембра 1995. | 3 759           |
| 31. децембра 1996. | 3 793           |
| 31. децембра 1997. | 3 753           |
| 31. децембра 1998. | 3 954           |
| 31. децембра 1999. | 4 011           |
| 31. децембра 2000. | 4 015           |
| 31. децембра 2001. | 4 013           |
| 31. децембра 2002. | 4 028           |
| 31. децембра 2003. | 4 049           |
| 31. децембра 2004. | 4 062           |
| 31. децембра 2005. | 4 029           |

## Заштита природе
У близини бране налази се биолошки пречишћивач отпадних вода који може очистити 200 m³/дневно (довољно за 16.300 људи). Године 2005. пречишћивач је радио само за 3.280 становника. Ово се дешава јер канализација још увек није дошла до свих домаћинстава. У Желехову се такође налази омањи пречишћивач индустријских вода. Од 142,5*106m³ отпадних вода које су дошле до пречишћивача 92*106m³ је очишћено, а 50,5*106m³ је испуштено у водотокове. Сав комунални отпад, укупне масе 640 тона (од чега скоро 450 тона потиче из домаћинстава), се складишти на депонији која се налази одмах до граница града.

## Привреда
Желехов је услужни центар пољопривредног региона. У самом граду налази се преко 300 индивидуалних пољопривредних газдинстава. Већина од 357 (2005) регистрованих фирми су мале услужне, трговачке или фирме које делују у сектору грађевине. Постоје 22 фирме које припадају јавном сектору.

#### Индустрија
Једно од најважнијих индустријских предузећа је Варињски Желехов. Такође је значајна фирма Лемет (Lemet). Постоје и предузећа Пјехур (Piechur) и Когер (Koger) која производе обућу. Сем тога уграду се налазе прехрамбена и текстилна индустрија.

#### Трговина
У Желехову постоји доста продавница.
Уторцима, у јутарњим часовима и Желехову траје бувљак који има петстогодишњу традицију. Приходи од трговине 2005. године су износили око 72.200 злота.

## Религија
Већина становника града су римокатолици. У граду се налази парохијско гробље.